# Гусаровка (Барвенковский район)
Гуса́ровка (укр. Гусарівка), село,
Гусаровский сельский совет,
Изюмский район,
Харьковская область.
Код КОАТУУ — 6320482501. Население по переписи 2001 г. составляет 575 (270/305 м/ж) человек.
Является административным центром Гусаровского сельского совета, в который, кроме того, входят сёла
Василевка Вторая,
Василевка Первая,
Веселое,
Маяк,
Никополь,
Новопавловка и
Александровка.

## Географическое положение
Село Гусаровка находится на обоих берегах реки Сухой Торец возле места впадения в неё реки Бычок.
К нему примыкают села Василевка Вторая, Никополь и Новопавловка.
В селе есть железнодорожная станция Гусаровка.
Возле села песчаный карьер к которому протянута железнодорожная ветка.

## История
- 1800 — Основан хутор Донзас.[4].
- Гусаровка — украинско-немецкий хутор[5].
- ... - построена ж.д. станция Гусаровка.

## Экономика
- В селе есть машино-тракторные мастерские.
- ОАО «Гусаровский горно-обогатительный комбинат формовочных материалов».

## Культура
- Клуб
- Школа

## Достопримечательности
- Братская могила советских воинов, среди которых похоронен Витин В. К. — Герой Советского Союза, и памятный знак воинам-землякам.

## Известные люди
- Витин, Владимир Карпович, (1915—1942) — военный комиссар роты тяжёлых танков 2-й танковой бригады 37-й армии Южного фронта, политрук. Указом Президиума Верховного Совета СССР от 5 мая 1942 года за образцовое выполнение боевых заданий командования на фронте борьбы с немецкими захватчиками и проявленные при этом отвагу и геройство Владимиру Карповичу Витину было посмертно присвоено звание Героя Советского Союза. Похоронен в братской могиле в селе Гусаровка Барвенковского района Харьковской области. Награждён орденом Ленина.
- Клещенко, Василий Петрович (1976—2022) — русский военный летчик, полковник ВКС РФ. Герой РФ. Участвовал во вторжении России в Украину. 15 апреля 2022 как пилот Ка-52 попытался остановить наступление украинских войск у Гусаровки, однако его вертолет был сбит с ПЗРК. Клещенко не смог катапультироваться из-за поврежденных стропов парашюта и погиб.